# Eutropis tammanna
Eutropis tammanna là một loài thằn lằn trong họ Scincidae. Loài này được Das, De Silva & Austin mô tả khoa học đầu tiên năm 2008.